# Indische Lotosblume
Die Indische Lotosblume (Nelumbo nucifera Gaertn., Syn.: Nelumbium speciosum Willd., Nymphaea nelumbo L.) ist eine Pflanzenart aus der Gattung der Lotosblumen (Nelumbo) in der Familie der Lotosgewächse (Nelumbonaceae).

## Merkmale
Die Indische Lotosblume ist eine Ausläufer bildende, ausdauernde krautige Wasserpflanze. Die gestielten Laubblätter sind peltat (schildförmig) und ganzrandig. Die Blattstiele sind 2 m oder mehr lang. Die runde Blattspreite weist einen Durchmesser von 60 cm oder mehr auf.
Die zwittrigen Blüten sind radiärsymmetrisch. Die vielen 1 bis 13 cm langen Blütenhüllblätter sind rosa, rosa getönt oder weiß (bei manchen Sorten auch gelb) und hinfällig. Die Staubbeutel sind 1 bis 2 cm lang. Es sind viele freie Fruchtblätter vorhanden. Zur Bestäubung nutzt die Blüte eine zeitliche Geschlechtertrennung, d. h. die weiblichen Geschlechtsorgane (Fruchtblätter) reifen vor den männlichen (Staubbeutel). Außerdem erwärmen sich die schalenförmigen Blütenstände. Da Nektar nicht angeboten wird, nimmt man an, dass zusätzlich zum Duft Bienen, Fliegen und einige Käfer durch die Wärme angelockt werden.

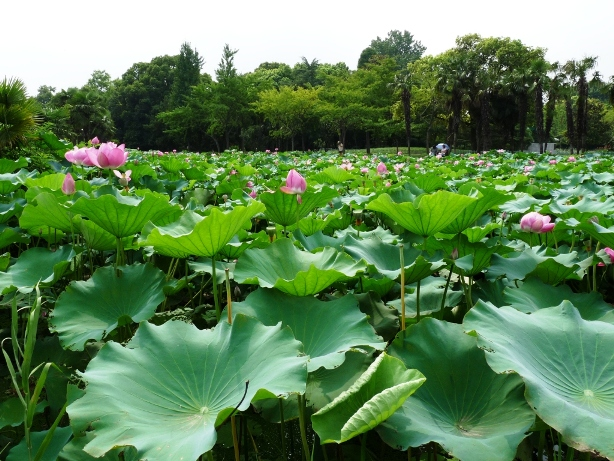
Lotosteich

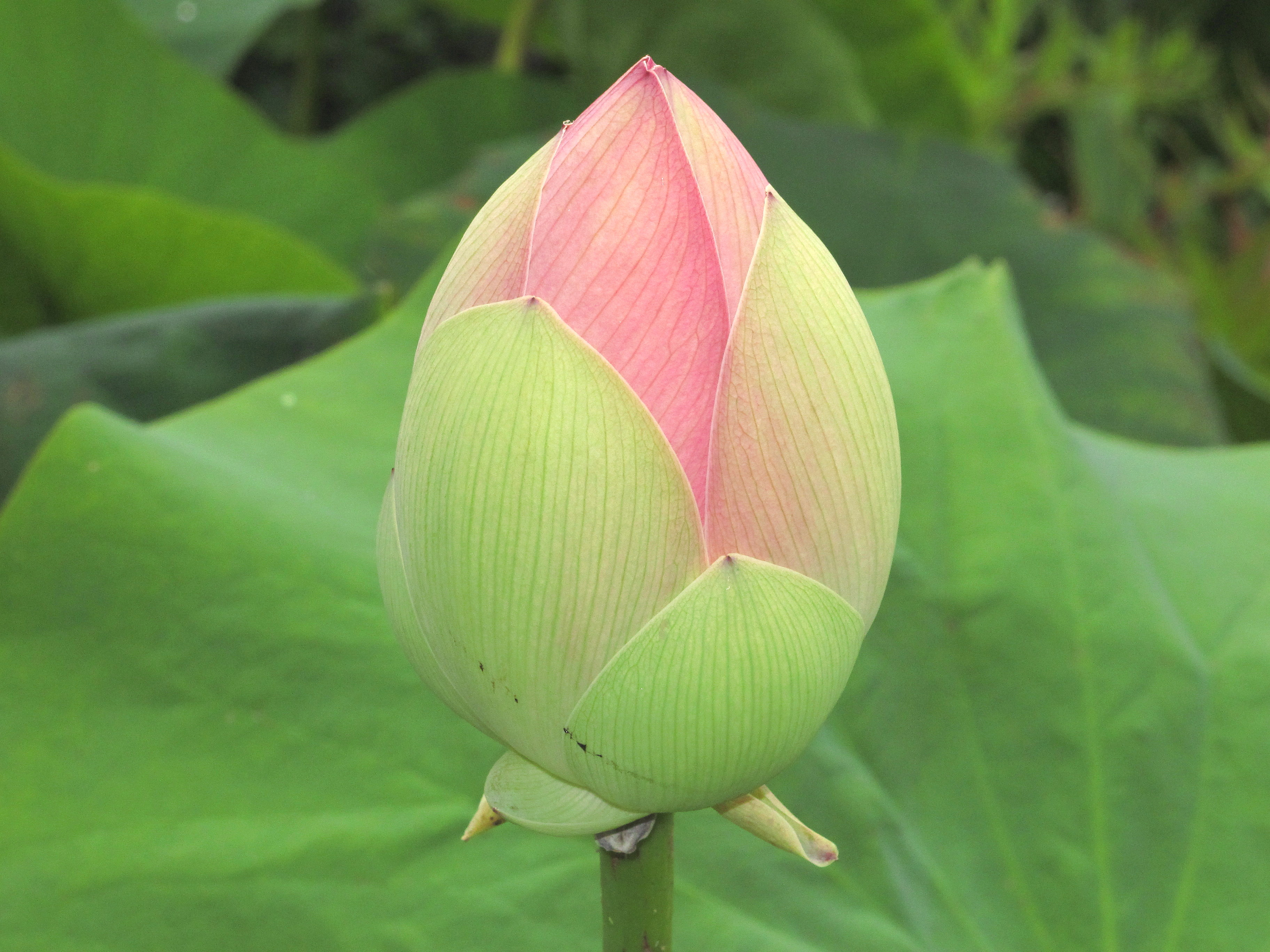
Knospe der Indischen Lotusblüte

Die Blütenachse verjüngt sich zur Fruchtzeit gleichmäßig gegen den Grund und ist über dem Blütenstielabsatz oft schwach abgerundet. Die eiförmige Frucht besitzt eine Größe von 10 bis 20 × 7 bis 13 mm. Die Nussfrüchtchen sind eiförmig oder ellipsoid, messen 10 bis 20 × 7 bis 13 mm und sind mehr als 1,5 mal so lang wie breit und in die Blütenachse eingesenkt.
Die Chromosomenzahl beträgt 2n = 16, seltener 24.

## Vorkommen
Die Indische Lotosblume kam ursprünglich von Indien bis nach Japan, südlich bis nach Korea und den Norden Südostasiens, aber auch isoliert im Gebiet des Aralsees und Kaspischen Meeres vor. Durch den Menschen wurde die Pflanze südlich bis nach Nordostaustralien und nach Nord- und Südamerika verbreitet.
Die Pflanze kam 1787 durch Joseph Banks aus Indien nach England. Dort benötigte man 10 Jahre bis man sie zum Blühen bekam. Auf dem Kontinent gelang das erst 1820 (1825 nach Wredow) durch Christoph Lübeck, Gärtner des Grafen Harrach auf Schloss Prugg.

## Nutzung
Die Wurzelknollen werden getrocknet und zu Mehl verarbeitet oder gekocht und mit Essig und Sojasauce als Beilage serviert. Junge Blätter und Blattstiele werden als Gemüse gekocht. Die Lotossamen werden frisch, kandiert oder geröstet als Knabberzeug verzehrt bzw. als Suppenbeilage gekocht. Bisher nur in Myanmar (und in Vietnam) wird aus den Pflanzenfasern auch Lotusseide hergestellt.

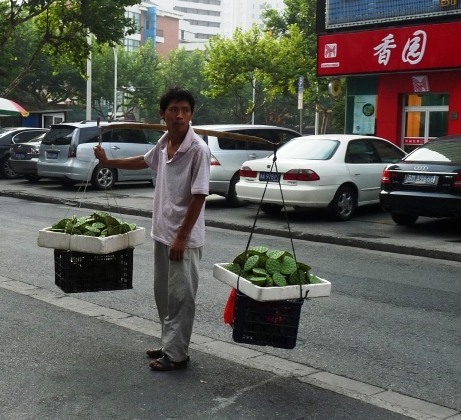
Straßenverkäufer
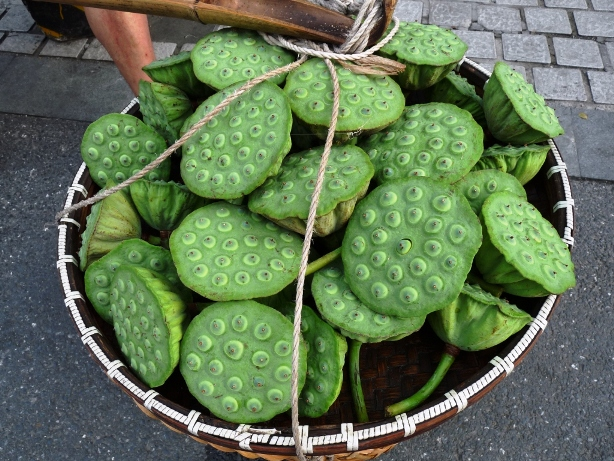
Mobiler Markt
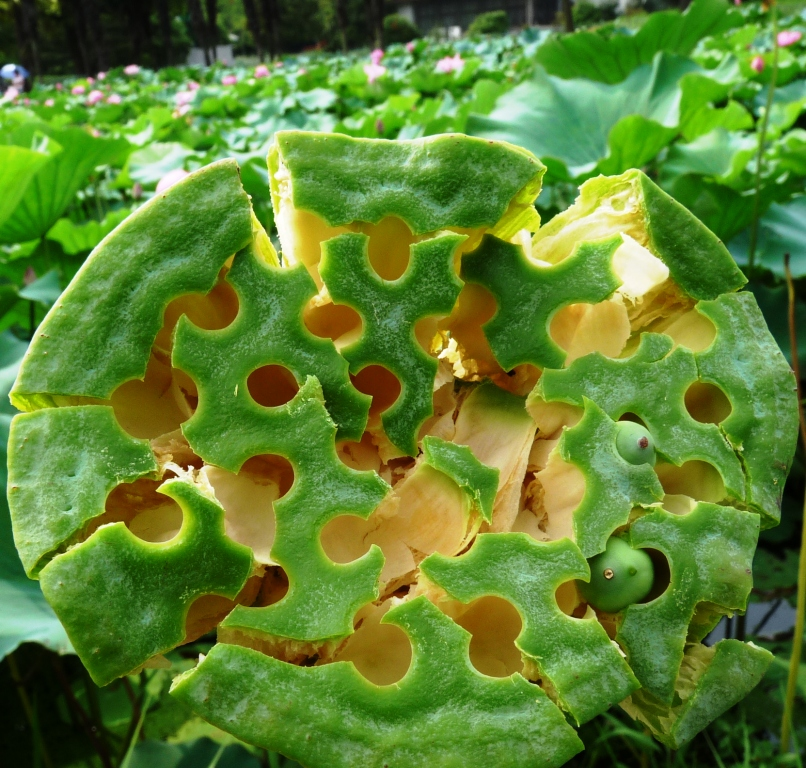
Leere Lotoskapsel
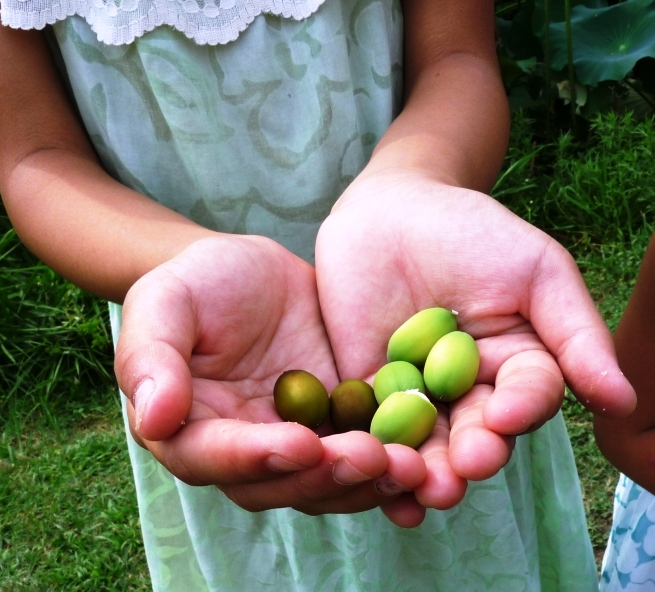
Frische Samen
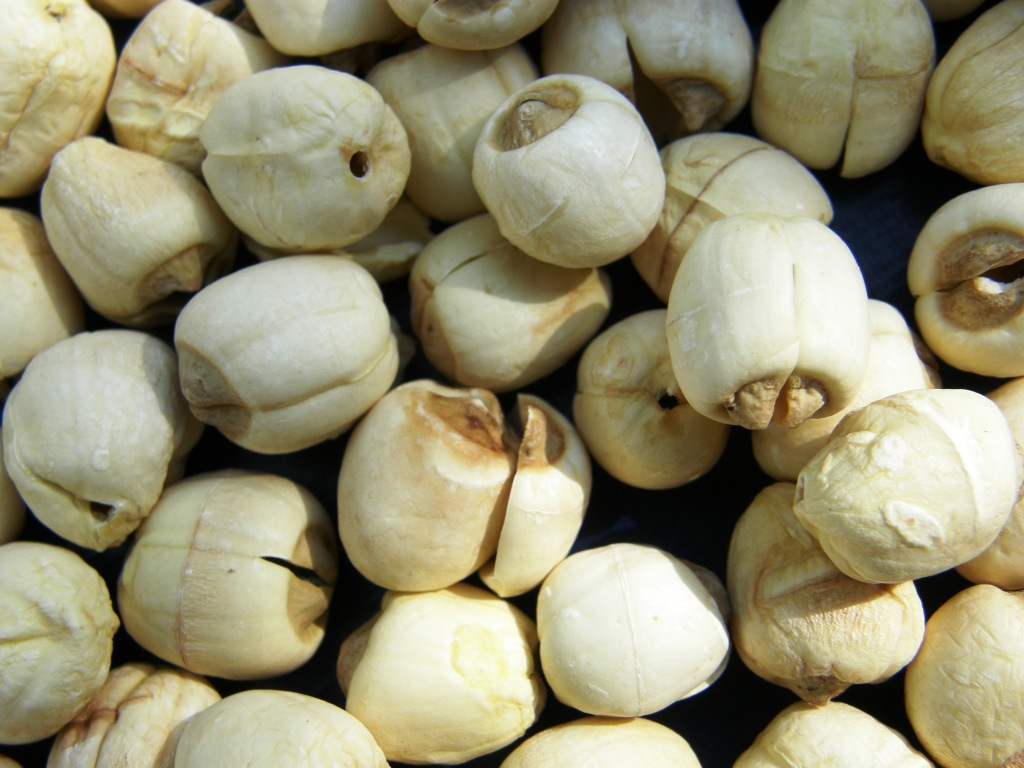
Getrocknete Samen
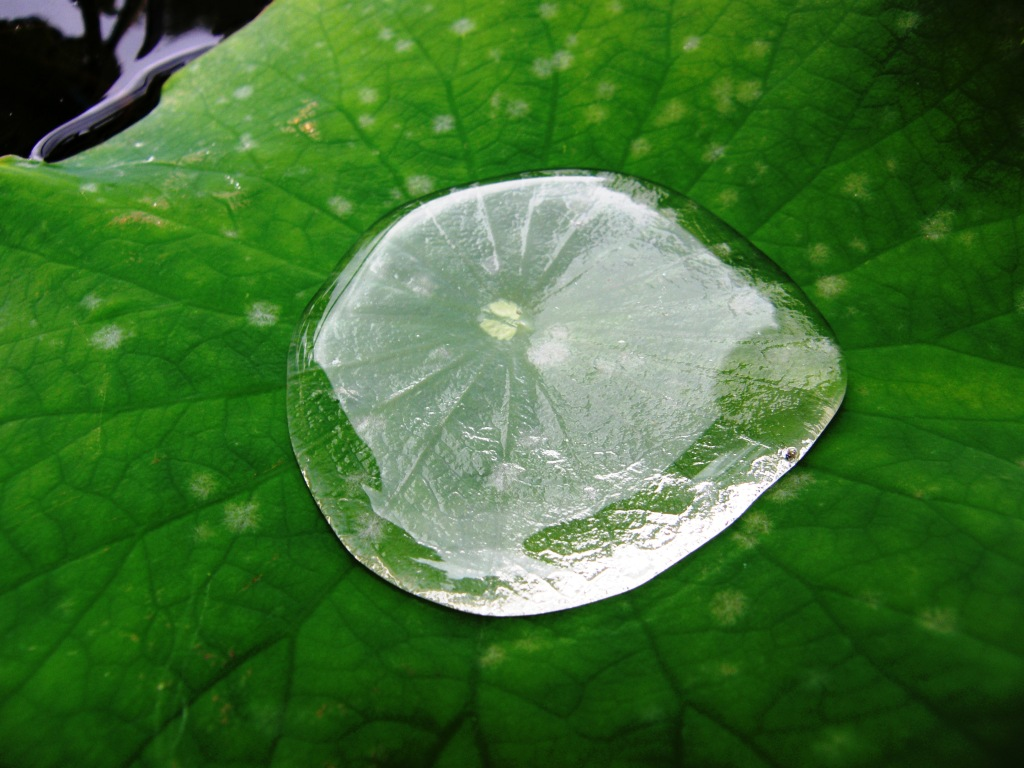
Lotuseffekt
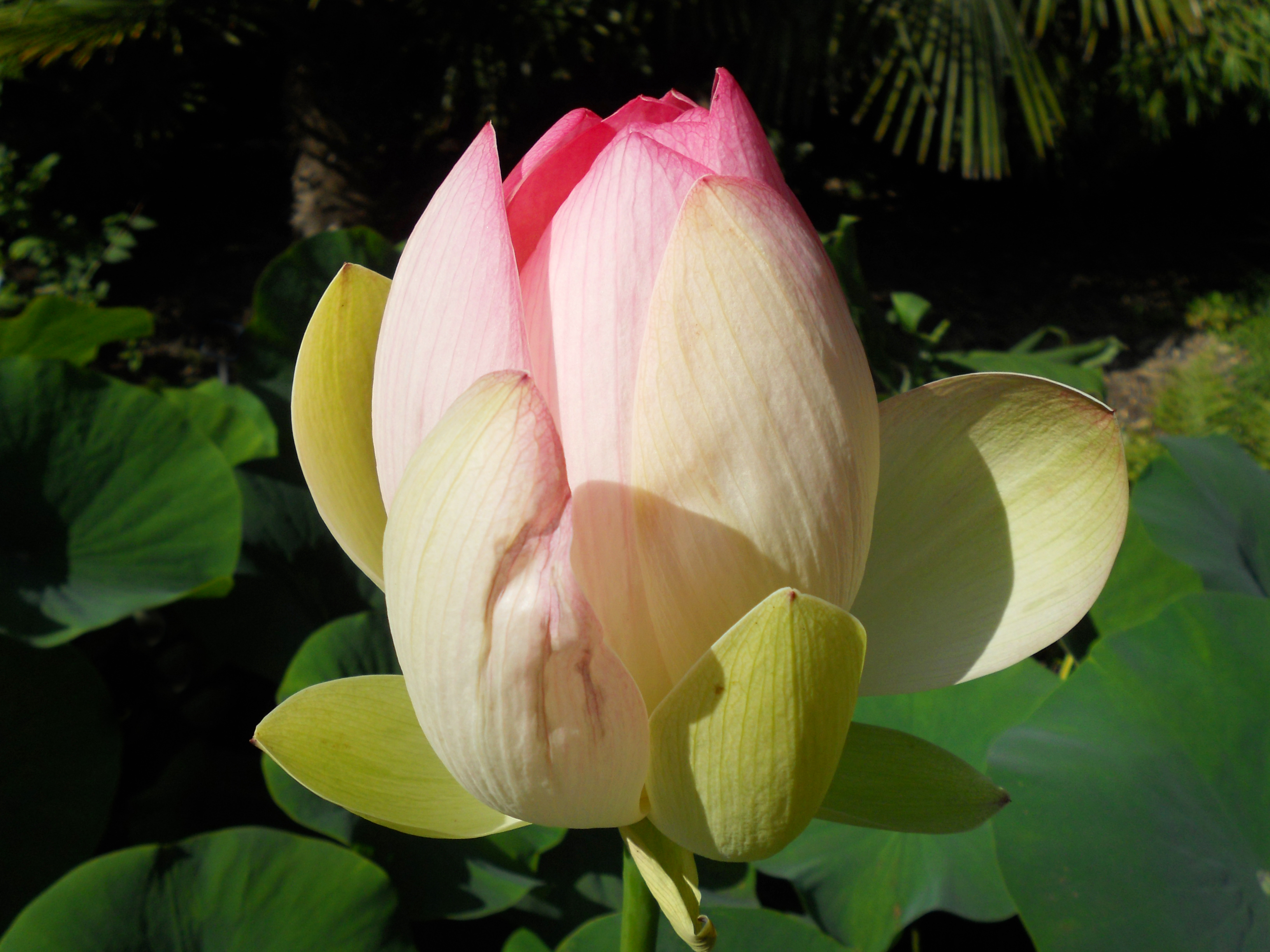
Lotosblume
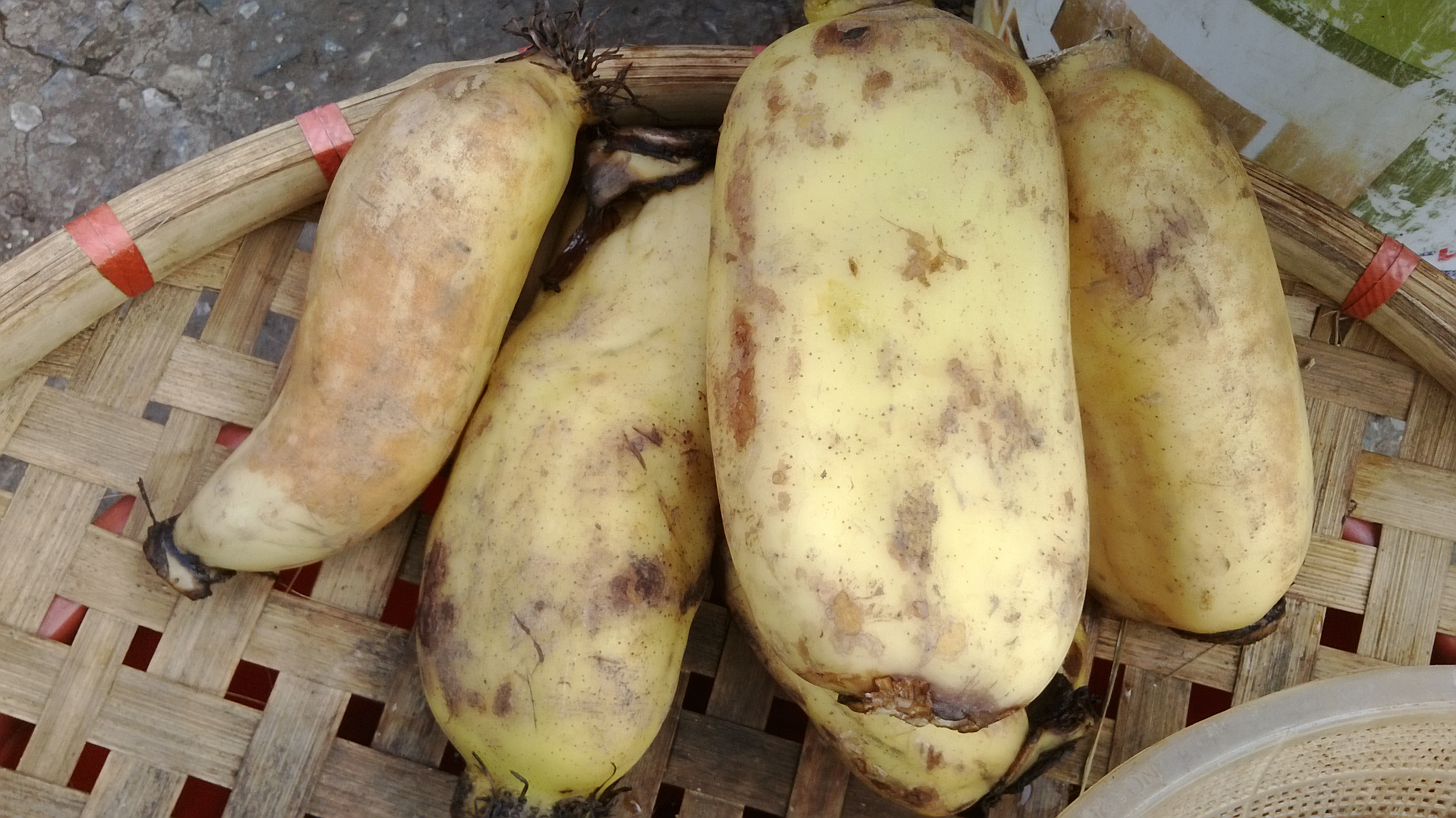
Lotoswurzeln – Vietnam